# Kōichi Mashimo
Kōichi Mashimo (jap. 真下 耕一 Mashimo Kōichi; ur. 21 czerwca 1952 w Tokio) – japoński reżyser anime. Założyciel studia animacyjnego Bee Train.

## Filmografia
- 1990: Robin Hood
- 2002: .hack//SIGN
- 2005: Tsubasa Reservoir Chronicle
- 2008: Mugen no jūnin